# 兴岗街道
兴岗街道，是中华人民共和国黑龙江省七台河市桃山区下辖的一个乡镇级行政单位。

## 行政区划
兴岗街道下辖以下地区：
桃林社区、景华社区和警民社区。